# MY OLYMPIC
『MY OLYMPIC』（マイ・オリンピック）は、JFN加盟38局制作のオリンピック情報番組である。提供はロッテ（放送開始 - 2015年3月31日）、東京海上日動（2015年4月1日 - 2021年9月30日）。
本項目は、過去に関連番組として放送された複数の番組も記述する。

## 番組概要
MY OLYMPIC
1999年4月1日に放送を開始。ナビゲーターが、オリンピック出場選手や候補者にインタビューする。選手は1週間ずつ登場する。
アテネオリンピックの頃は、現地にいたJFNパーソナリティ井門宗之と会話をしながら放送していた。トリノオリンピック・ロンドンオリンピック期間中はJFNの特派員と電話をつないでいた。番組の企画・監修として日本オリンピック委員会 (JOC) が協力している。
伝統的に日本国外で開催されるオリンピックの名称を「オリンピック○○大会」（短縮形は○○大会）という当番組オリジナル名称で呼ぶのが一般的だが、例外として1998年長野オリンピックや2020年東京オリンピックなどの日本国内で開催されるオリンピックに関しては、東京オリンピックのオフィシャルスポンサーそのものである東京海上日動の意向により、同社が一社提供を開始して以降から単に正式名称の「○○オリンピック」（短縮形は○○オリンピック）と呼ばれている。降板後もその傾向だけは続いている。
2012年3月で番組開始から13年間、番組ナビゲーターを務めていた蒲田健が降板し、翌月からトリノ大会フィギュアスケート金メダリストの荒川静香が務めている。2018年8月よりシドニー大会女子マラソン金メダリストの高橋尚子がナビゲーターに就任。荒川と隔月交替で務めている。
関連番組
『MY OLYMPIC』と同様に選手などへのインタビューを基本構成とする。
- MY OLYMPIC α（マイ・オリンピック・アルファー）
  - 2015年10月5日に放送を開始する。放送時間は月曜日から金曜日の14:55 - 15:00（一部地域は時差ネット）で、2018年8月放送から荒川と高橋が隔月交替で出演している。2021年9月30日をもって終了。
- MY OLYMPIC+（マイ・オリンピック・プラス）
  - 2016年1月2日から2018年10月27日まで放送した。放送時間は毎週土曜 22:30 - 22:55で、2016年度上半期は三井住友銀行が提供した[1]。
- MY OLYMPIC STORY（マイ・オリンピック・ストーリー）
  - 2018年11月3日に、『MY OLYMPIC+』の後継番組として開始した。番組ナビゲーターは朝倉あきが担当し、物語を朗読するドラマパートとインタビューパートで構成していた。2019年4月6日の放送から2020年9月26日までは池松壮亮がナビゲーターを務めた[2]。
- MY OLYMPIC MEMORIES（マイ・オリンピック・メモリーズ）
  - 2020年10月4日より放送開始。番組ナビゲーターは稲村亜美が担当。
  - 放送開始から2021年1月31日まで毎週日曜 23:30 - 23:55のJFNフルネットで放送されていたが、同年2月にTOKYO FMのみ土曜 19:30 - 19:55に放送日時を移動のうえ継続。他JFN系列各局での放送は終了。2021年12月25日をもってTOKYO FMも放送を終了。

## 出演者

### 現在
MY OLYMPIC・MY OLYMPIC α
- 荒川静香（2012年4月 - ） - 2018年8月以降は奇数月の出演
- 高橋尚子（2018年8月 - ） - 2018年8月以降は偶数月の出演
  - 前述のとおり、2人は1か月のローテーションで出演している。

### 過去
MY OLYMPIC
- 蒲田健（1999年4月 - 2012年3月）

MY OLYMPIC+
- 荒川静香
- 増田晋 - 番組後半の「Road to Victory」のナレーション

MY OLYMPIC STORY
- 朝倉あき（2018年11月3日 - 2019年3月30日）
- 池松壮亮（2019年4月6日 - 2020年9月26日）

MY OLYMPIC MEMORIES
- 稲村亜美（2020年10月4日 - 2021年12月25日）

## ネット局
本番組や『MY OLYMPIC α』、『MY OLYMPIC+』、『MY OLYMPIC STORY』、『MY OLYMPIC MEMORIES』は全局「radiko」・「radikoプレミアム」で聴取可能。
『MY OLYMPIC』、『MY OLYMPIC+』→『MY OLYMPIC STORY』→『MY OLYMPIC MEMORIES』（放送開始 - 2021年1月31日）はAラインプログラムに該当するJFN系列38局ネットで、かつ同時ネット番組のほか、2021年2月から同年12月25日までの『MY OLYMPIC MEMORIES』は、TOKYO FM（東京ローカル）のみの放送であったため、それぞれ割愛する。
『MY OLYMPIC』はFM FUKUOKAは単独番組扱いで放送されるほか、AIR-G'・FM AICHI・FM大阪は自社制作番組、そのほかの前述の4局以外のネット局は『ONE MORNING』にそれぞれ内包して放送する。かつては東京・大阪・福岡などの基幹局で放送時間が異なる例が多々あった。その後は徐々に放送時間が揃っていたが、福岡は2019年3月まで自主編成を優先して1時間先行放送していたが同年4月から同時ネットへ移行し、放送開始から20年で全局同時放送となる。

### ネット局 (MY OLYMPIC α)
『MY OLYMPIC α』はTOKYO FMでは単独で、JFN系列の一部地域は『Seasoning -season your life with music-』（月曜 - 木曜）、『FRIDAY GOES ON! 〜あっ、それいただきっ!〜』（金曜）にそれぞれ内包して放送していた。
全て平日の放送で、放送時間の早い順から記載。
| 放送対象地域   | 放送局名                                    | 放送時間 （MY OLYMPIC α） | 備考      |
| -------------- | ------------------------------------------- | ------------------------- | --------- |
| 東京都         | エフエム東京（TOKYO FM）                    | 14:55 - 15:00             | 製作局    |
| 北海道         | エフエム北海道（AIR-G'）                    | 14:55 - 15:00             | [ 注 5 ]  |
| 青森県         | エフエム青森（AFB）                         | 14:55 - 15:00             |           |
| 岩手県         | エフエム岩手（FM IWATE）                    | 14:55 - 15:00             |           |
| 宮城県         | エフエム仙台（Date fm）                     | 14:55 - 15:00             | [ 注 6 ]  |
| 山形県         | エフエム山形（Rhythm Station）              | 14:55 - 15:00             |           |
| 福島県         | エフエム福島（ふくしまFM）                  | 14:55 - 15:00             | [ 注 7 ]  |
| 栃木県         | エフエム栃木（RADIO BERRY）                 | 14:55 - 15:00             | [ 注 8 ]  |
| 新潟県         | エフエムラジオ新潟（FM-NIIGATA）            | 14:55 - 15:00             | [ 注 9 ]  |
| 石川県         | エフエム石川（HELLO FIVE）                  | 14:55 - 15:00             | [ 注 10 ] |
| 富山県         | 富山エフエム放送（FMとやま）                | 14:55 - 15:00             | [ 注 11 ] |
| 福井県         | 福井エフエム放送（FM FUKUI）                | 14:55 - 15:00             | [ 注 12 ] |
| 長野県         | 長野エフエム放送（FM長野）                  | 14:55 - 15:00             |           |
| 静岡県         | 静岡エフエム放送（K-mix）                   | 14:55 - 15:00             | [ 注 13 ] |
| 愛知県         | エフエム愛知（FM AICHI）                    | 14:55 - 15:00             | [ 注 14 ] |
| 岐阜県         | エフエム岐阜（FM GIFU）                     | 14:55 - 15:00             |           |
| 三重県         | 三重エフエム放送（レディオキューブ FM三重） | 14:55 - 15:00             | [ 注 15 ] |
| 大阪府         | エフエム大阪（FM大阪）                      | 14:55 - 15:00             | [ 注 16 ] |
| 兵庫県         | 兵庫エフエム放送（Kiss FM KOBE）            | 14:55 - 15:00             | [ 注 17 ] |
| 滋賀県         | エフエム滋賀（e-radio）                     | 14:55 - 15:00             | [ 注 18 ] |
| 広島県         | 広島エフエム放送（HFM）                     | 14:55 - 15:00             | [ 注 19 ] |
| 山口県         | エフエム山口（FMY）                         | 14:55 - 15:00             | [ 注 20 ] |
| 島根県・鳥取県 | エフエム山陰（V-air）                       | 14:55 - 15:00             | [ 注 21 ] |
| 岡山県         | 岡山エフエム放送（FM OKAYAMA）              | 14:55 - 15:00             | [ 注 22 ] |
| 香川県         | エフエム香川（FM香川）                      | 14:55 - 15:00             | [ 注 23 ] |
| 愛媛県         | エフエム愛媛（JOEU-FM）                     | 14:55 - 15:00             | [ 注 24 ] |
| 高知県         | エフエム高知（Hi-Six）                      | 14:55 - 15:00             |           |
| 徳島県         | エフエム徳島（FM TOKUSHIMA）                | 14:55 - 15:00             | [ 注 25 ] |
| 福岡県         | エフエム福岡（FM FUKUOKA）                  | 14:55 - 15:00             | [ 注 26 ] |
| 佐賀県         | エフエム佐賀（FMS）                         | 14:55 - 15:00             |           |
| 長崎県         | エフエム長崎（FM Nagasaki）                 | 14:55 - 15:00             | [ 注 27 ] |
| 大分県         | エフエム大分（Air-Radio FM88）              | 14:55 - 15:00             |           |
| 熊本県         | エフエム熊本（FMK）                         | 14:55 - 15:00             |           |
| 宮崎県         | エフエム宮崎（JOY FM）                      | 14:55 - 15:00             | [ 注 28 ] |
| 鹿児島県       | エフエム鹿児島（μFM）                       | 14:55 - 15:00             |           |
| 秋田県         | エフエム秋田（AFM）                         | 13:55 - 14:00             | [ 注 29 ] |
| 群馬県         | エフエム群馬（FM GUNMA）                    | 13:55 - 14:00             | [ 注 30 ] |
| 沖縄県         | エフエム沖縄（FM沖縄）                      | 21:55 - 22:00             | [ 注 31 ] |